# Bodawpaya
Bodawpaya (1745 - 1819, Amarapura, Birmania) fue el rey de Birmania entre los años 1782 y 1819.
Era el hijo de Alaungpaya, siendo el sexto monarca de la dinastía Konbaung. Bodawpaya depuso a su sobrino nieto para volverse rey. En 1784 invadió el reino de Arakan y deportó a más de 20,000 de sus gentes como esclavos; en 1785 intentó conquistar Siam.
Su opresivo mandato en Arakan incitó una rebelión; su persecución de líderes insurrectos por toda la frontera con Bengala (bajo control británico), casi le acarrea un conflicto directo con los ingleses. Sus campañas en Assam aumentaron las tensiones.
Fue un ferviente budista, se proclamó a sí mismo Arimittya, el mesiánico Buda destinado a conquistar el mundo.
- Datos: Q796571
- Multimedia: Bodawpaya / Q796571